# Polarnyj (baza)
Polarnyj  (ros. Полярный) – baza rosyjskiej Floty Północnej nad Zatoką Kolską, w obwodzie murmańskim, 35 kilometrów na północ od Murmańska, w mieście Polarnyj.

Stacjonuje tu większość jednostek Flotylli Kolskiej.

## Związki taktyczne i okręty stacjonujące w bazie Polarnyj[2]

### 2 Dywizja Okrętów[3]ZOP
- „Admirał Czabanienko” – niszczyciel rakietowy ZOP projektu 1155.1 (kod NATO – Udałoj II). Numer burtowy 650; w służbie od 1999 r.
- „Admirał Lewczenko” – niszczyciel rakietowy ZOP projektu 1155 (kod NATO – Udałoj I). Numer burtowy 605; w służbie od 1988 r.
- „Admirał Charłamow” – niszczyciel rakietowy ZOP projektu 1155 (kod NATO – Udałoj I). Numer burtowy 678; w służbie od 1989 r.
- „Wiceadmirał Kułakow” – niszczyciel rakietowy ZOP projektu 1155 (kod NATO – Udałoj I). Numer burtowy 626; w służbie od 1981 r.
- „Siewieromorsk” – niszczyciel rakietowy ZOP projektu 1155 (kod NATO – Udałoj I). Numer burtowy 619; w służbie od 1987 r.

### 121 Brygada Okrętów Desantowych
- BDK-45 „Gieorgij Pobiedonosiec” – duży okręt desantowy projektu projektu 775. Numer burtowy 016; w służbie od 1985 r.
- BDK-55 „Aleksandr Otrakowskij” – duży okręt desantowy projektu 775. Numer burtowy 031; w służbie od 1978 r.
- BDK-91 „Oleniegorskij gorniak” – duży okręt desantowy projektu 775. Numer burtowy 012; w służbie od 1976 r.
- BDK-182 „Kondopoga” – duży okręt desantowy projektu 775. Numer burtowy 027; w służbie od 1976 r.
- „Mitrofan Moskalenko” – duży okręt desantowy projektu projektu 1174. Numer burtowy 020; w służbie od 1990 r.; wiosną 2019 przeznaczony do złomowania[4]

### 161 Brygada Okrętów Podwodnych
- B-177 „Lipieck” – okręt podwodny o napędzie diesel-elektrycznym projektu projektu 877 (w kodzie NATO – Kilo). W służbie od 1991 r.
- B-401 „Nowosibirsk” – okręt podwodny o napędzie diesel-elektrycznym projektu 877 (kod NATO – Kilo). W służbie od 1984 r.
- B-402 „Wołogda” – okręt podwodny o napędzie diesel-elektrycznym projektu 877 (kod NATO – Kilo). W służbie od 1984 r.
- B-459 „Władykawkaz” – okręt podwodny o napędzie diesel-elektrycznym projektu 877 (kod NATO – Kilo). W służbie od 1990 r.
- B-471 „Magnitogorsk” – okręt podwodny o napędzie diesel-elektrycznym projektu 877 (kod NATO – Kilo). W służbie od 1990 r.
- B-800 „Kaługa” – okręt podwodny o napędzie diesel-elektrycznym projektu 877LPMB (kod NATO – Kilo). W służbie od 1989 r.
- B-808 „Jarosławl” – okręt podwodny o napędzie diesel-elektrycznym projektu 877E (kod NATO – Kilo). W służbie od 1988 r.
- 478 baza brzegowa brygady okrętów podwodnych

### 7 Brygada Okrętów Ochrony Obszaru Morskiego
108 dywizjon małych okrętów rakietowych
- „Ajsberg” – korweta rakietowa projektu 1234 (w kodzie NATO – Nanuchka I).  Numer burtowy 512; w służbie od 1979 r.
- „Nakat” – korweta rakietowa projektu 1234 (w kodzie NATO – Nanuchka I).  Numer burtowy 526; w służbie od 1987 r.
- „Rasswiet” – korweta rakietowa projektu 1234.1 (w kodzie NATO – Nanuchka III).  Numer burtowy 520; w służbie od 1988 r.

### 5 Brygada Trałowców
83 dywizjon trałowców bazowych
- BT-50 „Jelnia” – trałowiec bazowy projektu 12650. Numer burtowy 454; w służbie od 1986 r.
- BT-97 „Polarnyj” – trałowiec bazowy projektu 12650. Numer burtowy 402; w służbie od 1984 r.
- BT-111 „Awangard” – trałowiec bazowy projektu 12650. Numer burtowy 466; w służbie od 1988 r.
- BT-152 „Kotielnicz” – trałowiec bazowy projektu 12650. Numer burtowy 418; w służbie od 1987 r.
- BT-211 „Wiatczik” – trałowiec bazowy projektu 12650. Numer burtowy 469; w służbie od 1991 r.
- BT-226 „Kołomna” – trałowiec bazowy projektu 12650. Numer burtowy 426; w służbie od 1990 r.

42 dywizjon trałowców morskich
- „Władimir Gumanienko” – trałowiec morski projektu 12660. Numer burtowy 811; w służbie od 2000 r.
- „Komendor” – trałowiec morski projektu 266M (kod NATO – Natya). Numer burtowy 808; w służbie od 1974 r.
- „Maszynist” – trałowiec morski projektu 266M (kod NATO – Natya). Numer burtowy 855; w służbie od 1975 r.

### 86 wydzielony dywizjon remontowanych okrętów podwodnych
- 478 baza brzegowa dywizjonu okrętów podwodnych